# Synagoge der Rue Buffault

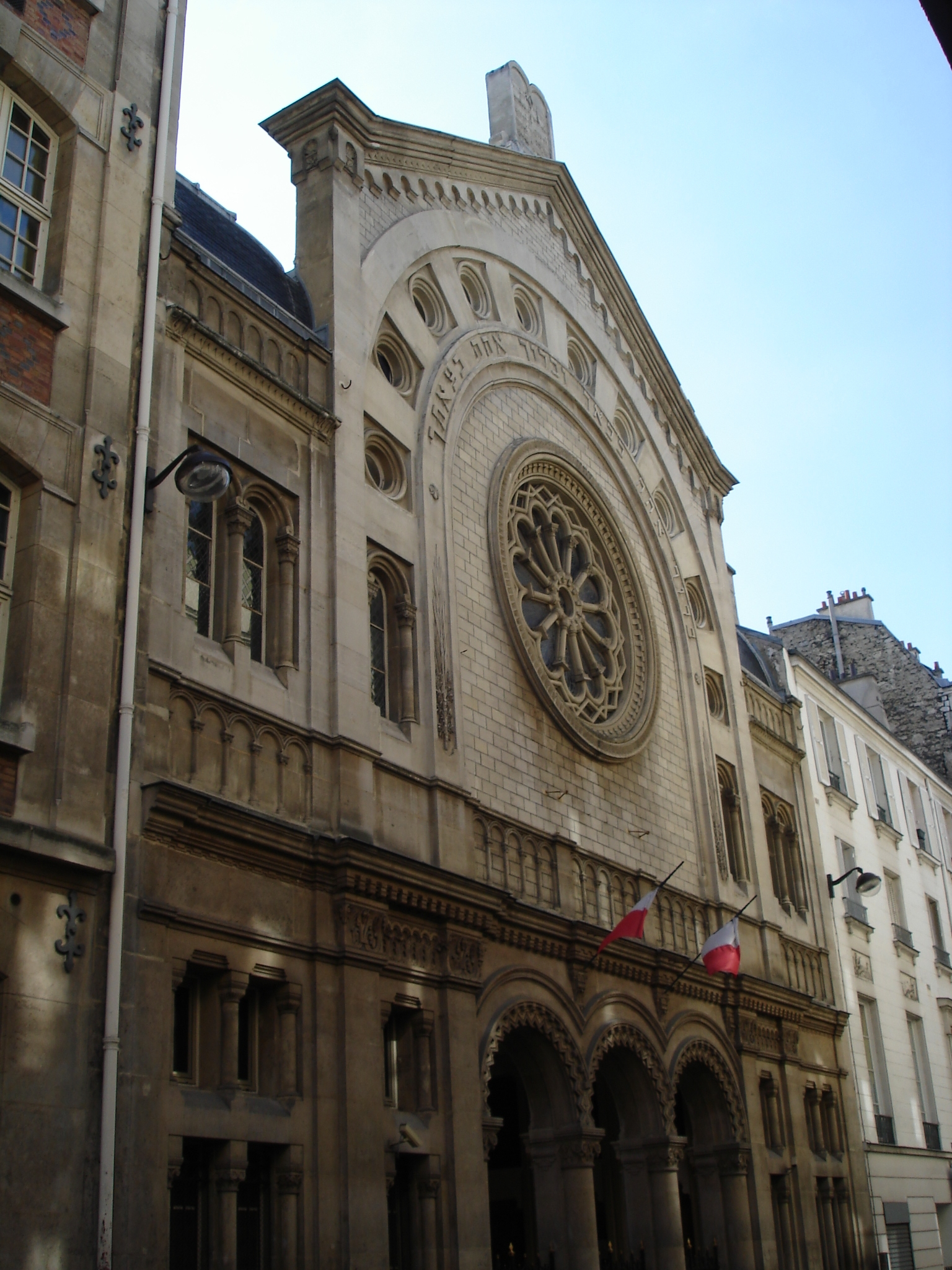
Fassade der Synagoge

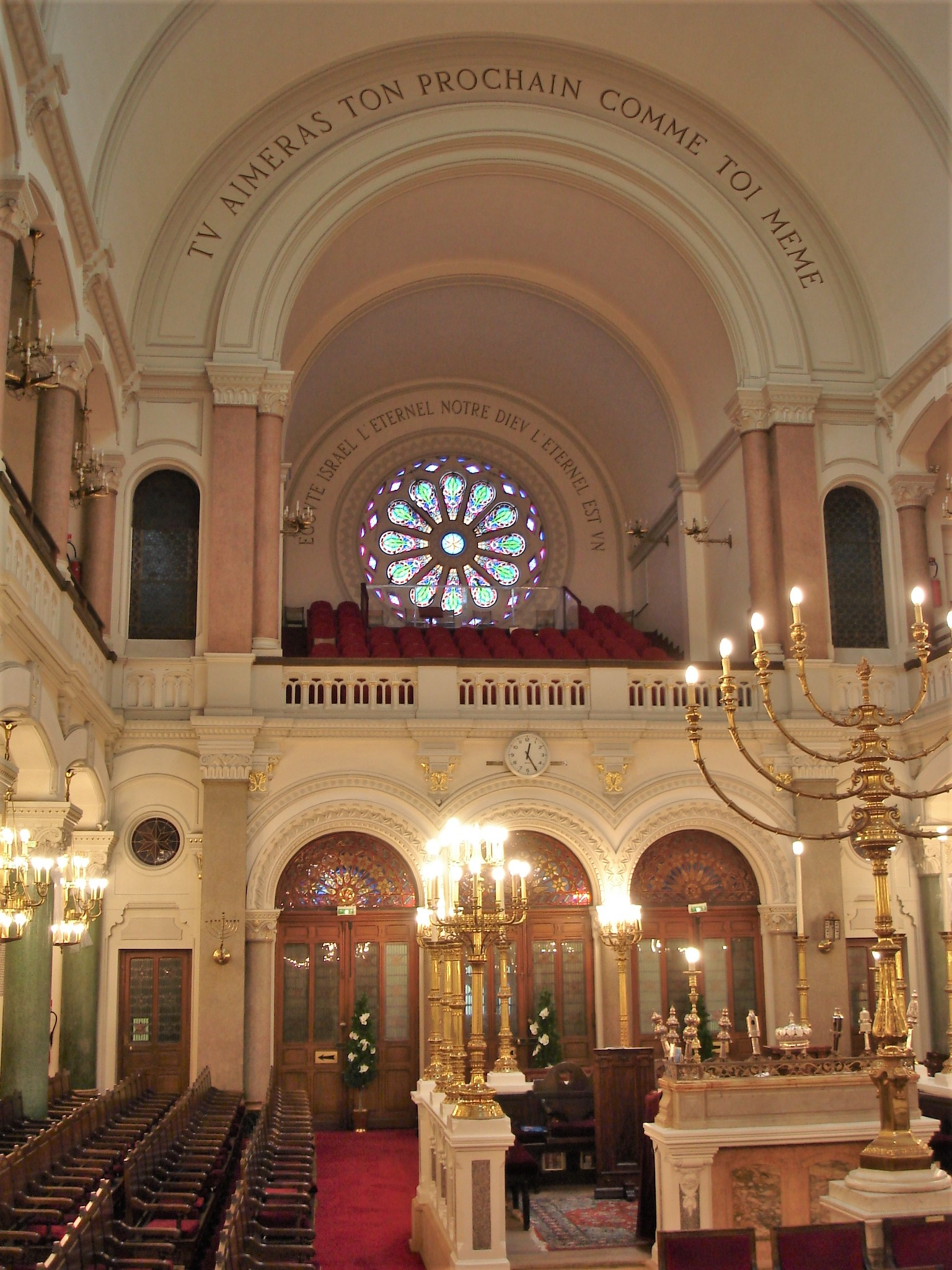
Innenansicht der Synagoge mit einer Rosette über dem Eingang

Die Synagoge der Rue Buffault wurde von portugiesischen Juden, die dem sefardischen Judentum angehörten, errichtet und 1877 eingeweiht. Sie befindet sich in der Rue Buffault Nr. 28 im 9. Arrondissement von Paris. Die nächste Métrostation ist Cadet der Linie 7.

## Geschichte
Im 19. Jahrhundert gab es Bestrebungen, die verschiedenen jüdischen Gemeinden der elsässisch-lothringischen Juden, die – wie die aus Osteuropa zugewanderten Juden – den aschkenasischen Ritus pflegten, und die vorwiegend aus Portugal und dem Mittelmeerraum stammenden sefardischen Juden unter einem gemeinsamen Ritus Tsarfat zu vereinen. Als gemeinsame Synagoge war die seit 1867 im Bau befindliche und 1874 eingeweihte Synagoge der Rue de la Victoire vorgesehen. Allerdings herrschten zwischen dem Konsistorium und den portugiesischen Juden unterschiedliche Auffassungen und man konnte sich nicht darüber einigen, an welcher Stelle die Bima in der Synagoge stehen sollte. Die portugiesischen Juden beschlossen deshalb, in der Nähe der Rue de la Victoire eine eigene Synagoge zu errichten. Im Gegensatz zu den Synagogen des Konsistoriums erhielten sie von der Stadt Paris keine finanzielle Unterstützung und mussten selbst für den Erwerb eines Grundstückes und die Kosten des Baus aufkommen. Zu diesem Zweck wurde eine Gesellschaft gegründet, die 4000 Anteilscheine à 100 Francs ausgab. Unterstützung erhielt die Gemeinde von dem aus Bordeaux stammenden Mäzen Daniel Iffla Osiris (1825–1907), der selbst im sefardischen Ritus aufgewachsen war. Er bestimmte den Architekten Stanislas Ferrand und beeinflusste die Innenausstattung, die der Synagoge seiner Kindheit in der Rue Causserouge in Bordeaux nachempfunden werden sollte. 1876 wurde mit dem Bau der Synagoge begonnen, ein Jahr später fand die Einweihung statt. Heute wird die Synagoge von nordafrikanischen Juden genutzt, die vor allem nach dem Zweiten Weltkrieg zugewandert waren.

## Architektur
Die Synagoge der Rue Buffault bietet Platz für 600 Männer im Erdgeschoss und 300 Frauen auf den Emporen. Ihr Baustil ist beeinflusst von den großen Synagogen der Rue de la Victoire und der Rue des Tournelles. Mit ihren Rundbögen und Blendarkaden erinnert sie an romanische Kirchen.

### Fassade

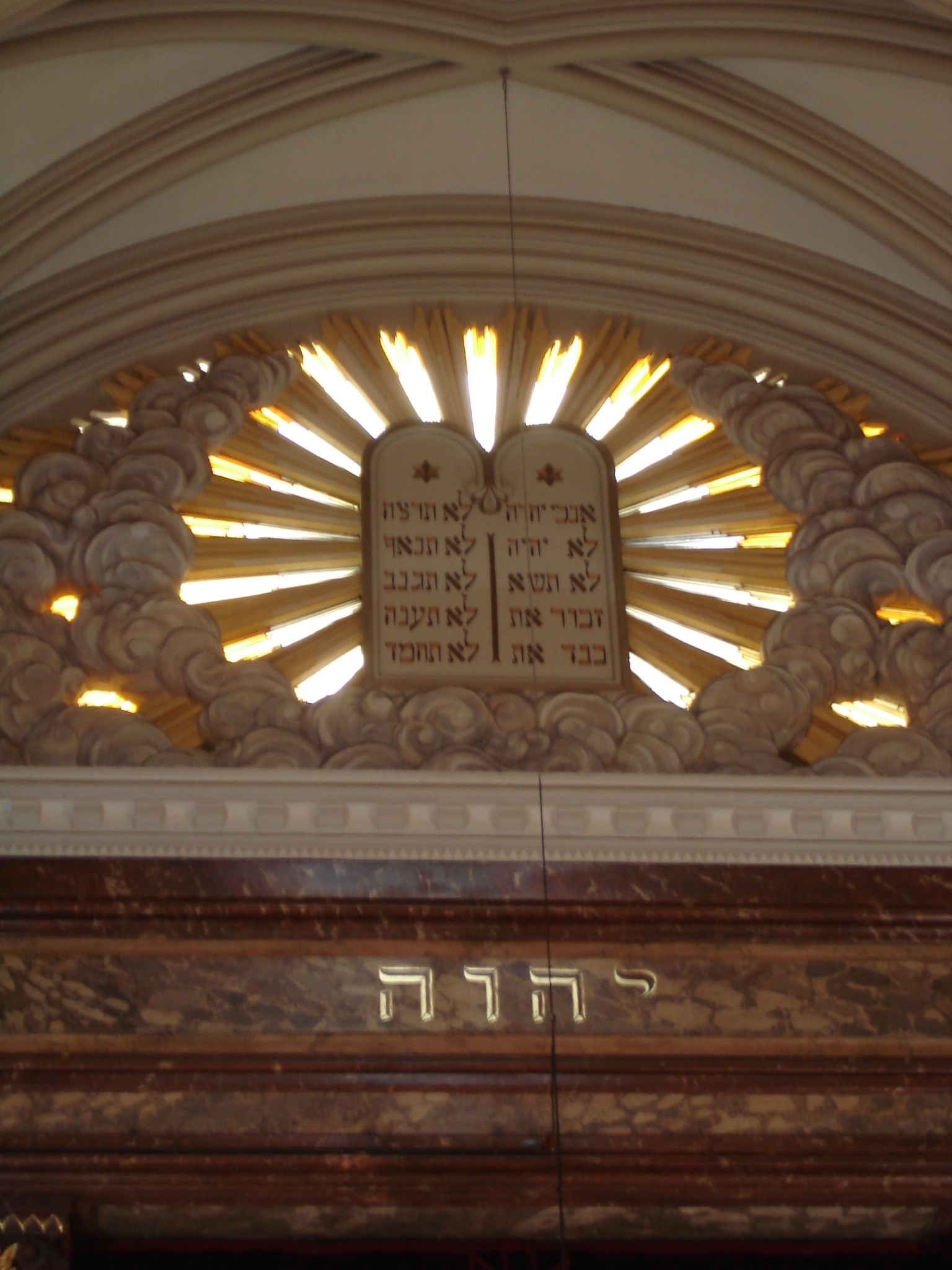
Gesetzestafeln über dem Toraschrein

Die Fassade hat einschließlich der Gesetzestafeln auf dem Giebel eine Höhe von 22,50 Metern und wird flankiert von zwei schmalen Türmen. In ihrer Mitte prangt eine Rosette mit zwölf Speichen, die – wie die je sechs Blendarkaden an beiden Türmen – an die Zwölf Stämme Israels erinnern sollen. In dem von zehn Okuli durchbrochenen Halbkreis darüber steht in hebräischer Schrift das Bibelzitat aus dem 5. Buch Mose (Kapitel 28, Vers 6): „Gesegnet wirst du sein, wenn du eingehst, gesegnet, wenn du ausgehst“. Drei Arkaden im Erdgeschoss bilden den Eingang zu einem Portalvorbau, von dem drei Portale sich zu einem Vestibül öffnen. Von hier führen seitliche Treppen zu den Frauenemporen.

### Innenraum
Der Innenraum ist gegliedert in ein breites Mittelschiff und zwei schmale Seitenschiffe. Die seitlichen Frauenemporen werden von je sechs Arkaden auf weißen Marmorsäulen getragen. Die Schlusssteine sind als Gesetzestafeln gestaltet und tragen biblische Namen wie Abraham, Isaak, Jakob oder Moses, die wichtige Stationen der jüdischen Geschichte repräsentieren. Auf dem großen Bogen über der westlichen Empore befindet sich eine Inschrift in französischer Sprache: „Liebe deinen Nächsten wie dich selbst“. Die ersten Worte des jüdischen Glaubensbekenntnisses, Schma Jisrael, umgeben die große Rosette über dem Eingang: „Höre, Israel, der Ewige ist unser Gott, der Ewige ist einzig“.

## Ausstattung

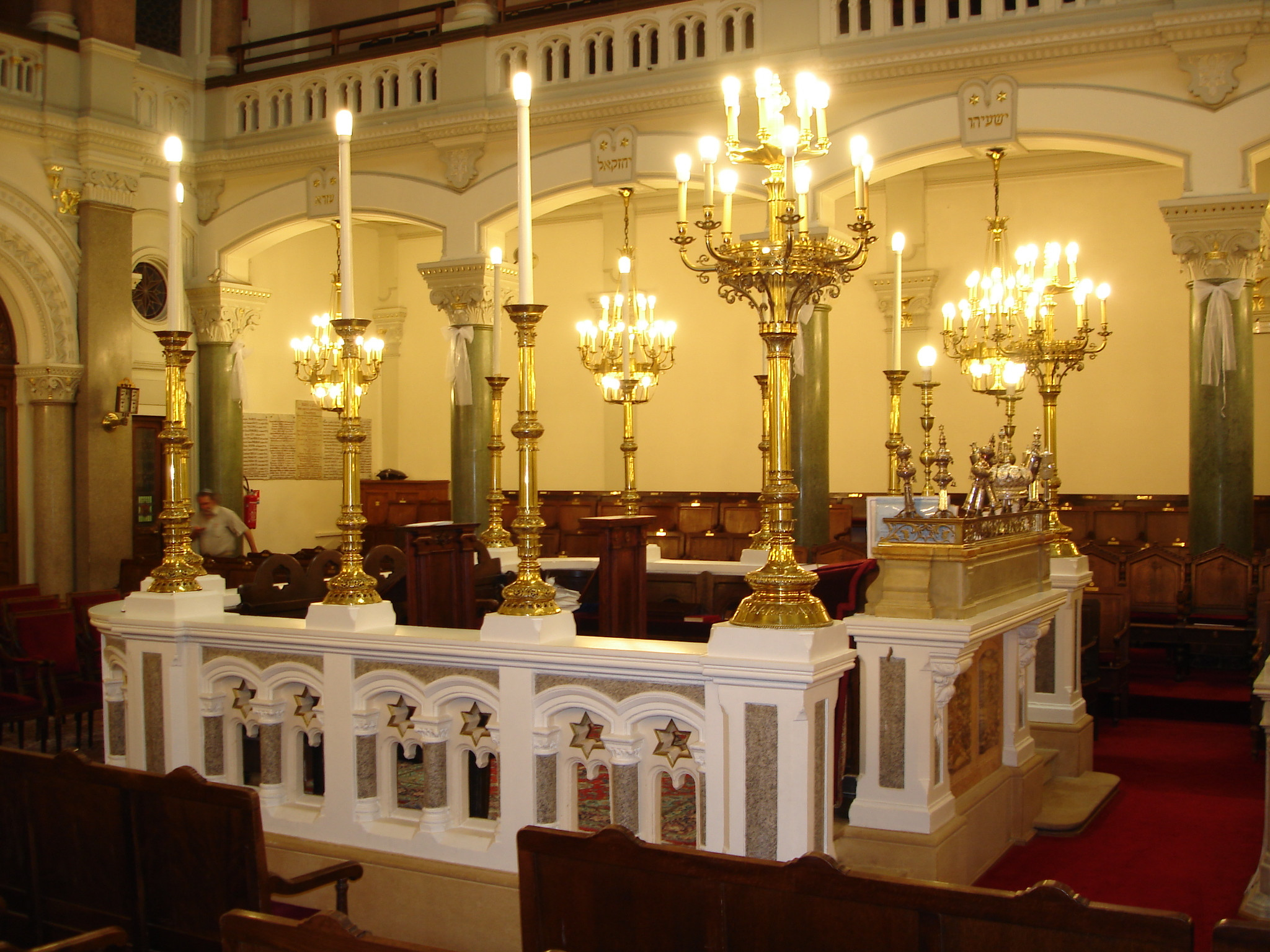
Bima

Die Bima, die von den sefardischen Juden als Tevah bezeichnet wird, befindet sich, wie in den orthodoxen Synagogen üblich, in der Mitte des Schiffes. Sie ist von einer Balustrade mit großen Leuchtern umgeben und ungewöhnlich breit, weshalb die Bänke der Gläubigen in Längsrichtung aufgestellt sind. Davor steht der große achtarmige Leuchter (Chanukkia). Wie die Balustrade der Emporen sind die Steinschranken der Bima in Form der Gesetzestafeln und mit Davidsternen durchbrochen. Die Synagoge ist der jüdischen Tradition gemäß nach Osten (Misrach), nach Jerusalem, gerichtet. Am östlichen Abschluss des Schiffes befindet sich unter einer Arkade und hinter roten Samtvorhängen (Parochet) verborgen der Toraschrein. Die Lünette darüber ist in Form von Sonnenstrahlen durchbrochen, die von den Gesetzestafeln in ihrer Mitte auszugehen scheinen und die Wolken darunter durchdringen. Die hebräischen Buchstaben יהוה auf dem Sturz stehen für den Namen Gottes (JHWH). Vor dem Toraschrein hängt das ewige Licht.